# Adres zameldowania

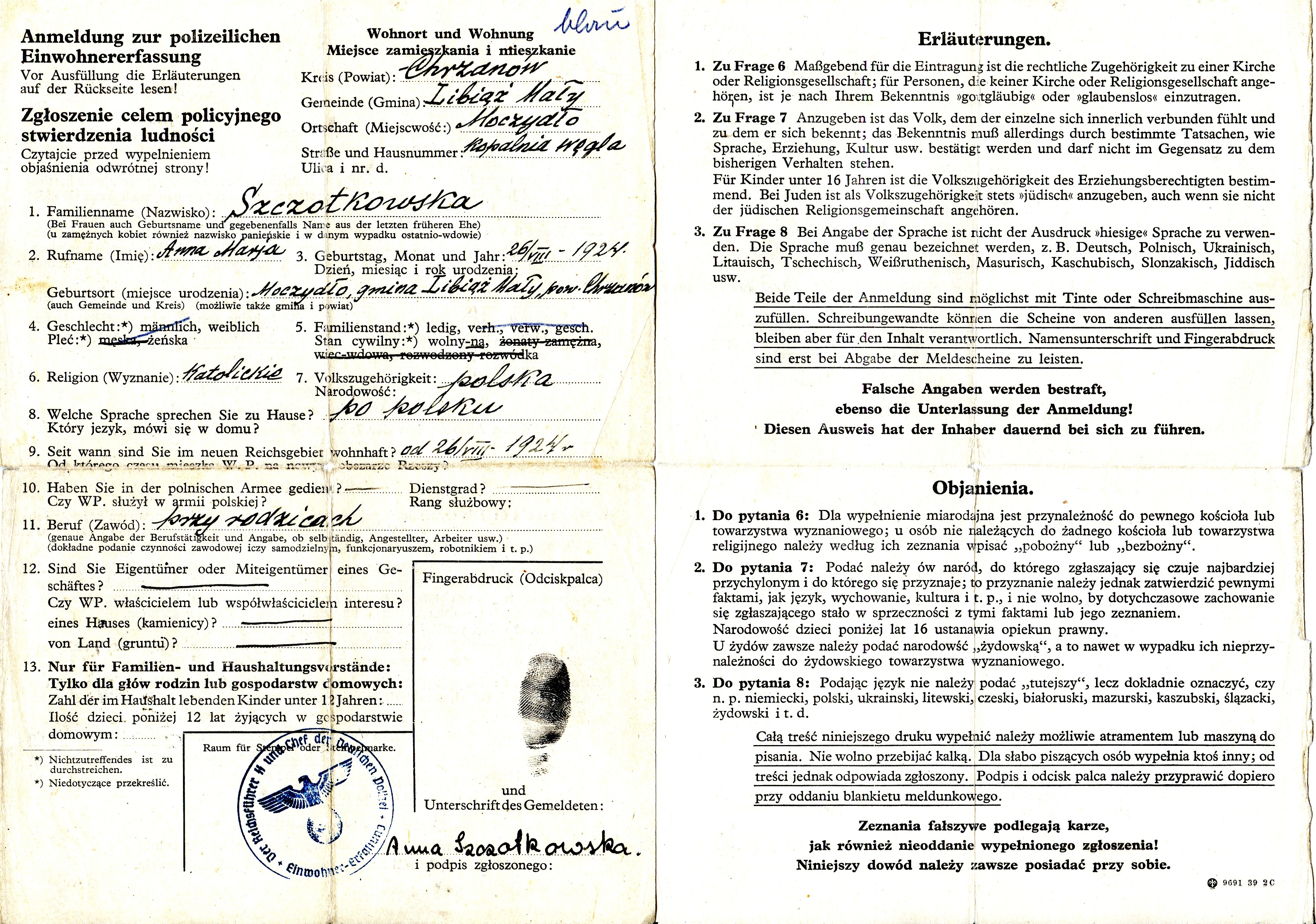
Dokument meldunkowy z okresu okupacji niemieckiej w Polsce 1939-1945

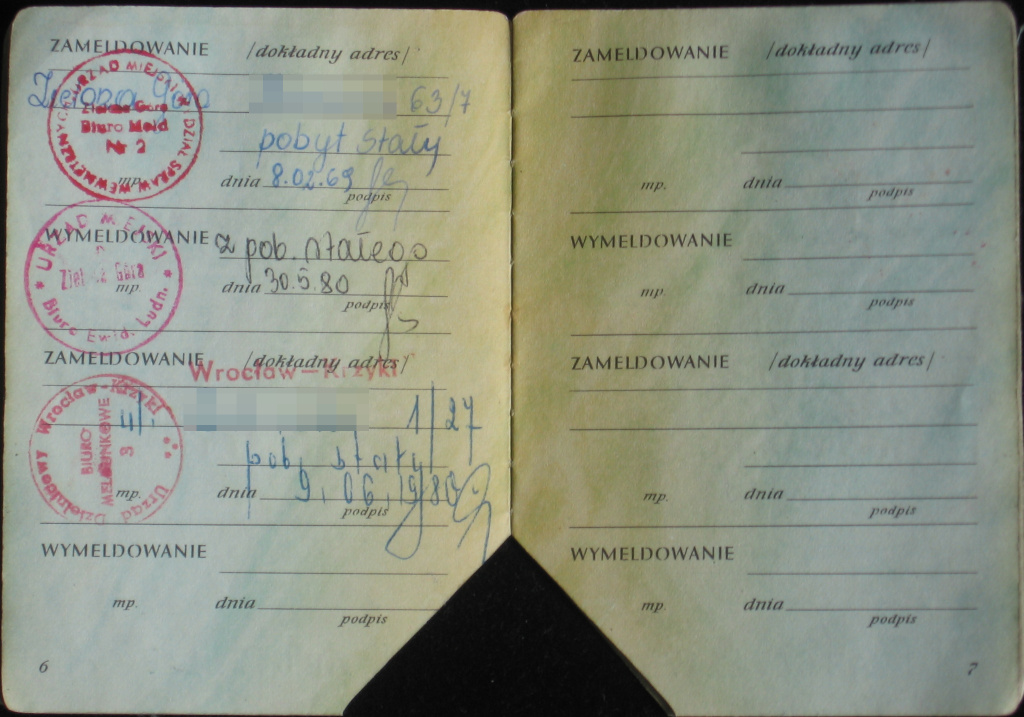
Adnotacje dotyczące zameldowania z lat 60.-80. XX w.

Adres zameldowania (zameldowanie) – określenie miejscowości (miasta, wsi), ulicy (osiedla), numeru domu oraz ewentualnie numeru lokalu mieszkalnego, w którym na stałe lub czasowo przebywa dana osoba.

## Obowiązek meldunkowy na świecie
Historycznie instytucja zameldowania jest związana z systemami paszportowymi występującymi już w średniowiecznej Europie, a rozwiniętymi jako element państwowego nadzoru nad obywatelami podczas rewolucji francuskiej, w carskiej Rosji (propiska), w państwach zachodniej Europy po wybuchu I wojny światowej (wprowadzenie wiz) oraz w stalinowskim okresie istnienia Związku Radzieckiego, gdzie taki system był najbardziej restrykcyjny i najmocniej ograniczał prawa człowieka, włącznie z pozakonstytucyjnym pozbawieniem prawa do swobodnego przemieszczania się i pobytu, a także praktycznie regulował jako administracyjne nadanie prawo użytkowania nieruchomości w miejsce mocno ograniczonego prawa własności prywatnej.
W postradzieckiej Rosji, pomimo że w Konstytucji Federacji Rosyjskiej pojawił się przepis o swobodzie przemieszczania się i przebywania, to jest on jednak częściowo martwy ze względu na kolizje prawne z ustawami i praktyką, np. stosowaną w Moskwie, gdzie zameldowanie się nie polega na zgłoszeniu tego do zarejestrowania, ale na otrzymaniu pozwolenia na podstawie decyzji administracyjnej.

## Obowiązek meldunkowy w Polsce
W Polsce występują co najmniej dwa obowiązki meldunkowe – cywilny i wojskowy.

### Cywilny obowiązek meldunkowy
Zameldowanie cywilne jest obowiązkiem ustawowym związanym z ewidencją ludności i dokumentami tożsamości. Czynności meldunkowych dokonuje właściwy urząd gminy. Nie należy mylić zameldowania z pojęciem miejsca zamieszkania definiowanym przepisem art. 25 kodeksu cywilnego. Miejsce zamieszkania określa stan faktyczny (fizyczne stałe przebywanie osoby), podczas gdy meldunek oznacza stan prawny (uzależniony jest od dopełnienia określonej formalności w urzędzie).
Ustawa o ewidencji ludności nakłada na osoby przebywające na terytorium Polski następujące obowiązki:
- zameldowanie na pobyt stały[2];
- zameldowanie na pobyt czasowy do 3 miesięcy[2];
- zgłoszenie wyjazdu za granicę na czas dłuższy niż 6 miesięcy oraz powrotu zza granicy[2];
- wymeldowanie z każdego z wyżej wymienionych rodzajów meldunku.

Gdy przebywa się w danej miejscowości pod tym samym adresem dłużej niż trzydzieści dni, należy się zameldować. 
Do 31 grudnia 2012 roku prawo nakładało obowiązek meldunkowy w zakładach hotelarskich i innych instytucjach w ciągu 24 godzin. Nowelizacja ustawy zniosła ten przepis. Obecnie, zakłady hotelarskie nie mają także narzuconego przez państwo obowiązku prowadzenia ksiąg meldunkowych, ani zbierania danych osobowych, z wyjątkiem zgłoszenia ogólnej liczby gości, z podziałem na obywatelstwa, okresowo do Głównego Urzędu Statystycznego.
Zameldowanie jest związane z dokumentem tożsamości – dowodem osobistym – w którym równolegle z dokonaniem wpisu w urzędowej ewidencji dokonywana była (w Polsce – w czasach, kiedy dokument ten funkcjonował jako papierowa książeczka) odpowiednia adnotacja. Polskie dowody osobiste w formie plastikowej karty, wydane przed 1 marca 2015 r., nie pozwalały na dokonywanie w nich adnotacji i w przypadku zmiany zameldowania wymagały wymiany na nowy dokument. Dowody osobiste wydane od 1 marca 2015 r. nie zawierają informacji o adresie zameldowania.
Uregulowania nt. obowiązku zameldowania z okresu PRL wykazują znaczące podobieństwo do analogicznych praktyk radzieckich, choć nie były tak restrykcyjne. Formalnie istniało w Polsce rozróżnienie „zameldowania na pobyt stały” i „zameldowania na pobyt czasowy”; to ostatnie teoretycznie było obowiązkowe w przypadku pobytu poza miejscem stałego zameldowania przez czas dłuższy niż 3 dni, praktykowane jednak było rzadko, od lat 70. XX wieku już jedynie – czasami, raczej rzadko i niekonsekwentnie – w sytuacjach takich, jak pobyt i zamieszkanie w domach akademickich podczas studiów poza domem rodzinnym itp. Po zmianie ustrojowej w 1989 r. przepisy o „meldunku” nie zostały w Polsce zniesione; instytucje wojskowe zajmujące się ewidencją poborowych oraz żołnierzy rezerwy (WKU) opierają swoje rejestry na podstawie danych meldunkowych, podobnie sądownictwo i system bankowy. Przepisy o zameldowaniu są powodem kontrowersji, oprócz bowiem podnoszonych czasem zastrzeżeń związanych z nadmierną – zdaniem przeciwników systemu meldunkowego – ingerencją państwa w prywatność obywateli, wywołują także niekiedy problemy u osób „wymeldowanych donikąd” (np. w drodze wyroku sądowego, eksmisji, czasem po pobycie w więzieniu). Osoby takie mają często znaczne trudności w uzyskaniu pracy i przy szczególnym splocie niekorzystnych okoliczności mogą popaść w trwałe bezrobocie i bezdomność.
Według urzędników, obowiązek meldunkowy służy między innymi prawidłowemu wykonywaniu przez organy państwowe władzy publicznej, ewidencji ludności polegającej na rejestracji danych o miejscu pobytu osób. Trybunał Konstytucyjny w wyroku z dnia 27 maja 2002 r. (sygn. akt K 20/01) uznał, że obowiązek meldunkowy jest instytucją wynikającą z konstytucyjnej klauzuli porządku publicznego mającą jednocześnie związek z ochroną praw interesów jednostki. Służy bowiem prawidłowemu wykonywaniu funkcji przez organy władzy publicznej oraz ochronie interesów samych zainteresowanych. Organ meldunkowy nie rejestruje uprawnień do lokalu, lecz gromadzi informacje w zakresie danych o miejscu pobytu osób. Nie stanowi zaś formy kontroli legalności zamieszkiwania na terenie kraju. Równocześnie jednak część przepisów meldunkowych została przez TK uznana za niezgodne z Konstytucją ze względu na naruszenie zasady proporcjonalności.
Od 1 stycznia 2018 r. obowiązku meldunkowego można dopełnić w formie dokumentu elektronicznego przy wykorzystaniu środków komunikacji elektronicznej, na zasadach określonych w ustawie z dnia 17 lutego 2005 r. o informatyzacji działalności podmiotów realizujących zadania publiczne.

### Wojskowy obowiązek meldunkowy
Wojskowy obowiązek meldunkowy istnieje równolegle do obowiązku cywilnego i dotyczy m.in. wszystkich mężczyzn w wieku 18-50 lat życia. Osoby podlegające temu obowiązkowi powinny zgłaszać do Wojskowego Cenrum Rekrutacji (WCR) m.in. zmiany w wykształceniu oraz kwalifikacjach zawodowych. Pozostałe wymagania wojskowego obowiązku meldunkowego są powiązane z obowiązkiem cywilnym.
Do 2012 roku obowiązek obejmował również uzyskiwanie zezwolenia WKU na wyjazd za granicę przekraczający 2 miesiące (§ 7) oraz zgłaszania powrotu z tego wyjazdu. Po nowelizacji rozporządzenia z 2012 roku obowiązek ten spełnia się za pośrednictwem zgłoszenia wyjazdu w ramach obowiązku cywilnego.
Niespełnienie wyżej wymienionych obowiązków wobec WCR jest wykroczeniem.

### Obowiązek meldunkowy w praktyce
Obowiązek meldunkowy jest w Polsce powszechnie ignorowany, szczególnie meldunek czasowy. W 2010 powszechną praktyką było utrzymywanie meldunku stałego w miejscu innym niż miejsce stałego zamieszkania (np. w mieście urodzenia) w celu utrzymania rozmaitych przywilejów wynikających z meldunku (mieszkanie kwaterunkowe, niższe stawki ubezpieczeń komunikacyjnych, dużo tańsze parkowanie w płatnej strefie czy możliwość zapisania dziecka do wybranego przedszkola). Jednak meldunek nie powoduje nabycia jakichkolwiek praw do lokalu.
Pomimo tego, że zameldowanie teoretycznie służy wyłącznie celom ewidencyjnym, czynność ta obwarowana jest licznymi warunkami do spełnienia. Zameldować się można tylko w takim lokalu, do którego posiada się tytuł prawny (np. własność, dzierżawa, najem). W przeciwnym wypadku osoba meldująca się potrzebuje pisemnej zgody od osoby, która taki tytuł posiada, a niekiedy musi się razem z nią stawić osobiście w urzędzie gminy. W praktyce urzędy odmawiają zameldowania na pobyt stały na podstawie umowy najmu zawartej na czas oznaczony. W takim przypadku możliwe jest zameldowanie na pobyt czasowy lub na pobyt stały, ale za zgodą właściciela (wynajmującego) lokal.
Meldunek przestał odgrywać jakąkolwiek rolę przy opodatkowaniu podatkiem od dochodu osób fizycznych nieprowadzących działalności gospodarczej. Podatnik może złożyć w urzędzie skarbowym formularz ZAP-3, w którym podaje swój (faktyczny) adres zamieszkania. To w oparciu o ten adres ustala się właściwość miejscową urzędu skarbowego oraz gminę, do której trafi część odprowadzonego podatku. Z tego powodu wiele miast prowadzi kampanie promocyjne nakłaniające faktycznych mieszkańców do zgłaszania swoich adresów w urzędzie skarbowym choćby nawet byli zameldowani gdzie indziej. Wskazanie adresu do celów podatkowych nie wymaga okazywania jakiegokolwiek tytułu prawnego do lokalu, a zatem jest procedurą znacznie prostszą.
Jak wskazywano podczas nowelizacji ustawy o ewidencji ludności i dowodach osobistych w 2010 roku, znaczna część obowiązków meldunkowych była całkowicie archaiczna – np. zobowiązanie właścicieli mieszkań, dozorców domów i zakładów pracy do donoszenia urzędom gminy o osobach, które nie dopełniły meldunku. Powszechnie ignorowane są także obowiązki takie jak zgłoszenie wyjazdów zagranicznych trwających powyżej 6 miesięcy (i powrotów, do 2010 r. obowiązek ten dotyczył wyjazdów na czas powyżej 3 miesięcy) – np. w Krakowie składanych było średnio ok. 20 takich zgłoszeń rocznie.
Ustawa o ewidencji ludności z 2010 roku uchyliła art. 147 Kodeksu wykroczeń, który penalizował niespełnianie obowiązku meldunkowego. Obowiązek meldunkowy miał zostać całkowicie zniesiony od 1 stycznia 2014 roku, co miało dać urzędom czas na zbudowanie alternatywnych form ewidencji. Data ta była jednak w przeszłości przesuwana.
W 2012 roku zmieniono ustawę. Zakładano, że obowiązek meldunkowy ma zostać zniesiony 1 stycznia 2016 roku. Pod koniec 2014 roku rząd zapowiedział, że zniesienie obowiązku meldunkowego zostanie po raz kolejny przeniesione.
W 2015 roku po raz kolejny dokonano nowelizacji ustawy, która przewidywała, że obowiązek meldunkowy ma zostać zniesiony 1 stycznia 2018 roku. Po wyborach parlamentarnych w tym samym roku nowy wiceminister spraw wewnętrznych Jarosław Zieliński zapowiedział, że obowiązek meldunkowy nie zostanie zniesiony „żeby obywatele zamieszkali w Polsce mieli zameldowanie i żeby było wiadomo, gdzie ich szukać, jeżeli zachodzi taka potrzeba”. Obietnicę tę zrealizowano. Odwołanie zniesienia obowiązku meldunkowego nastąpiło 1 stycznia 2018. Ułatwiono wykonanie tego obowiązku, dopuszczając zameldowanie w drodze elektronicznej.